# Palazzo Del Pugliese
Palazzo Del Pugliese, poi Magnani Feroni, è un edificio storico del centro di Firenze, situato in via de' Serragli 8, con affacci sul borgo Stella, piazza del Carmine 1-2-3 e borgo San Frediano 5-7, zona Oltrarno. Il palazzo appare nell'elenco redatto nel 1901 dalla Direzione Generale delle Antichità e Belle Arti, quale edificio monumentale da considerare patrimonio artistico nazionale.

## Storia

### I Del Pugliese
Erano qui nel Trecento "otto casette" di proprietà dei Serragli e, ai primi del Quattrocento, una casa dei Del Pugliese. Nel 1428 quest'ultima famiglia acquistò le precedenti, che erano già state riunificate, e procedette a trasformarle in un unico edificio, tanto che nella denuncia catastale del 1469, Piero di Francesco Del Pugliese poteva affermare che "di dette case ne ho fatte una".
Vasari dà notizia che Piero di Cosimo aveva dipinto per una stanza di Francesco di Filippo Del Pugliese una serie di "storie di figure piccole, (...) cose fantastiche che egli in tutte quelle si dilettò a dipingere, e di casamenti e d'animali e d'abiti e di strumenti diversi, e altre fantasie che gli sovvennono per essere storie di favole": si tratta delle singolari  Storie dell'umanità primitiva, che la morte di Francesco furono vendute, forse per sopraggiunte difficoltà economiche e oggi sono tra il Metropolitan Museum New York o la National Gallery di Washington. Dell'epoca dei del Pugliese resta oggi uno stemma in facciata, accanto a quello Feroni: fasciato di sei pezzi di rosso e d'oro, al capo del secondo caricato di un leone nascente del primo. Alla metà del Cinquecento la proprietà, per successione ereditaria, fu divisa tra gli stessi Del Pugliese (che si ritirarono sul lato di borgo san Frediano) e i marchesi Botta, che qui riunirono una notevole collezione di opere d'arte, segnalata nella guida di Francesco Bocchi.

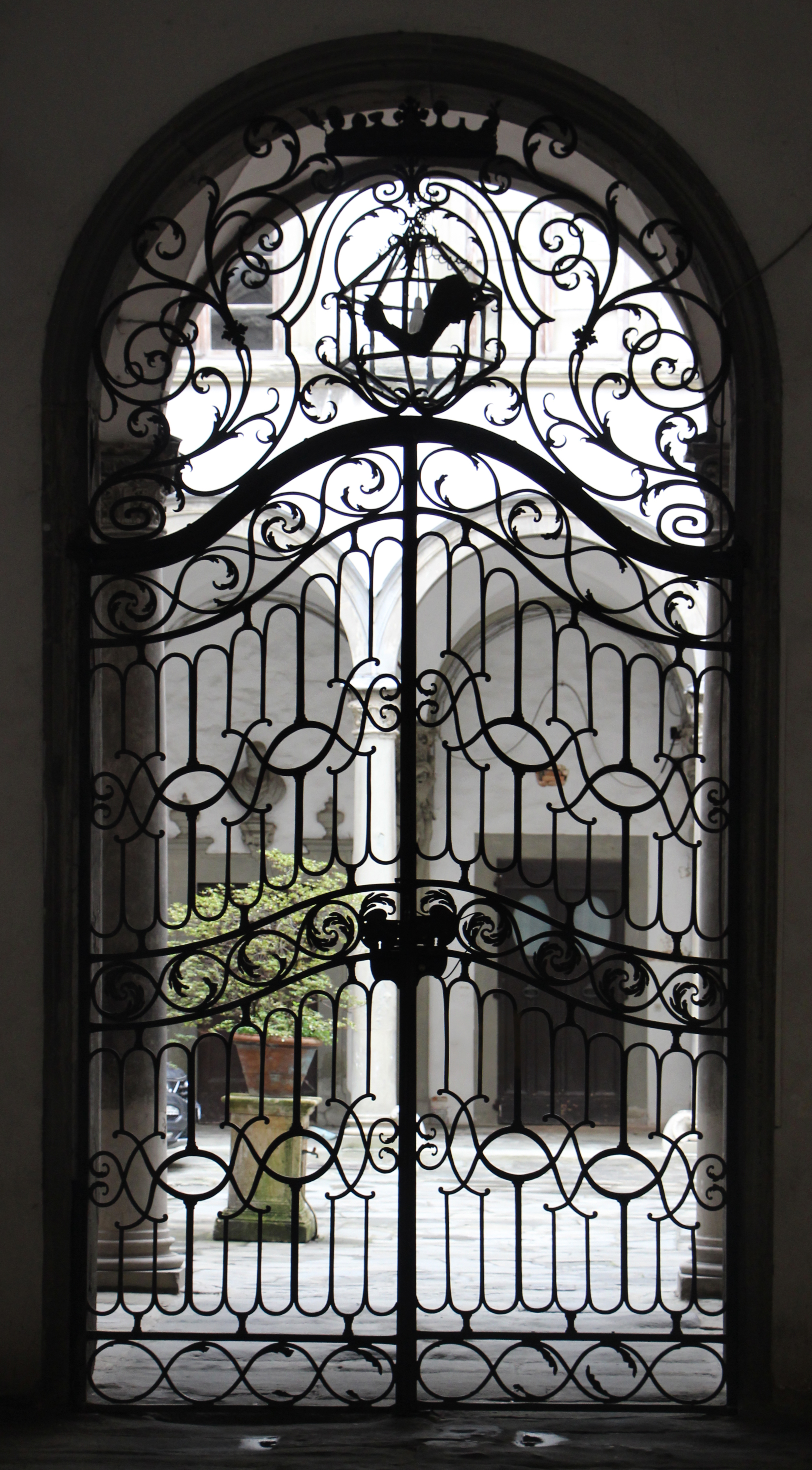
Cancellata con stemma Feroni

### I Feroni
Dopo altri passaggi di proprietà che portarono la porzione dei Botta ai marchesi Coppoli di Perugia, nel 1748 Pierfrancesco Castelli acquistò le due porzioni riunificando il palazzo. Nel 1769 fu venduto infine al ricchissimo marchese Giuseppe Francesco Feroni, cugino di quel Francesco Antonio il Giovane che aveva acquistato un anno prima il palazzo Spini in sull'altra sponda dell'Arno.
Per quanto non documentati, sempre nel torno di questi anni si dovrebbero datare anche i lavori di unificazione con l'ulteriore proprietà acquistata lungo borgo San Frediano, che presenta un fronte, per quanto concerne il primo e il secondo piano, dalle caratteristiche settecentesche. Al piano terreno questo ulteriore corpo di fabbrica fu segnato dalla realizzazione di tre ampi locali da adibire a scuderia e rimessa per le carrozze, comunicanti con il cortile del palazzo principale su via de' Serragli. Ulteriori ampliamenti seguirono dopo la soppressione, nel 1783, della chiesa e del monastero di San Frediano, che consentirono al marchese Ubaldo Francesco Feroni di estendere la proprietà fino alla piazza del Carmine. Grazie alla chiusura dell'attuale via dell'Ardiglione, che un tempo si prolungava fino a borgo San Frediano, la proprietà poté così identificarsi nell'isolato compreso tra la piazza, borgo San Frediano, via de' Serragli e borgo Stella.
Il Feroni, intendendo dare ulteriore decoro alla proprietà, acquistò altre case confinanti e affidò all'architetto Zanobi Del Rosso l'incarico di ridisegnare i fronti e ridistribuire i vani interni. I primi lavori, conclusisi nel 1778, portarono ad ampliare il cortile, a restaurare lo scalone e a conferire nuove decorazioni ai principali appartamenti del piano terreno e del primo piano. Per quanto non documentati, sempre nel torno di questi anni si dovrebbero datare anche i lavori di unificazione con l'ulteriore proprietà acquistata lungo borgo San Frediano, che presenta un fronte, per quanto concerne il primo e il secondo piano, dalle caratteristiche settecentesche. Al piano terreno questo ulteriore corpo di fabbrica fu segnato dalla realizzazione di tre ampi locali da adibire a scuderia e rimessa per le carrozze, comunicanti con il cortile del palazzo principale su via de' Serragli. Ulteriori ampliamenti seguirono dopo la soppressione, nel 1783, della prima chiesa e del monastero di San Frediano, che consentirono al marchese Ubaldo Francesco Feroni di estendere la proprietà fino alla piazza del Carmine. Grazie alla chiusura dell'attuale via dell'Ardiglione, che un tempo si prolungava fino a borgo San Frediano, la proprietà poté così identificarsi nell'isolato compreso tra la piazza, borgo San Frediano, via de' Serragli e borgo Stella. Fu costruito dunque un nuovo corpo su borgo San Frediano, comunicante con gli ambienti più antichi del palazzo e dotato di un ampio ingresso carrozzabile in comunicazione col cortile; furono rifatte le facciate sia sul borgo che su via dei Serragli. I lavori, che crearono anche un giardino, vennero terminati nel 1783. Oltre a dilatare ulteriormente la proprietà e dotarla di un adeguato spazio a verde, l'intervento accrebbe non poco la monumentalità di tutta la fabbrica, "sottolineata inoltre dalle aperture di accesso collocate scenograficamente su di un unico asse centrale che, da via dei Serragi, terminava con il grande cancello prospiciente piazza del Carmine.
Durante il periodo dell'occupazione francese il quartiere principale del palazzo fu affittato al Ministro di Francia

### Dai Magnani in poi
Dalla fine del XVIII secolo la gestione poco oculata delle fortune portò a un graduale tracollo familiare: negli anni venti dell'Ottocento fu alienata la splendida villa Bellavista, e nel 1821, alla morte del marchese Ubaldo, anche il palazzo di via dei Serragli fu ceduto, ai Magnani, facoltosa famiglia di Pescia arricchitasi grazie allo sviluppo delle cartiere della zona, che fece del palazzo, grazie agli ingenti capitali profusi, un nuovo punto di riferimento per la Firenze del tempo.
Nel 1856, per via ereditaria, l'immobile passò agli Amerighi che lo conservarono fino al termine della prima guerra mondiale; successivamente parte della proprietà passò all'antiquario Salvatore Romano (1939) e successivamente ai suoi eredi. L'estensione del palazzo era ed è comunque tale che nel corso del tempo si registrarono presenze di molti illustri personaggi, tra i quali sono da ricordare nell'Ottocento almeno Lord Holland (che nei suoi appartamenti accolse per lungo tempo il pittore George Frederick Watts) e la scrittrice Luisa de la Ramé, nota con lo pseudonimo Ouida.

## Descrizione

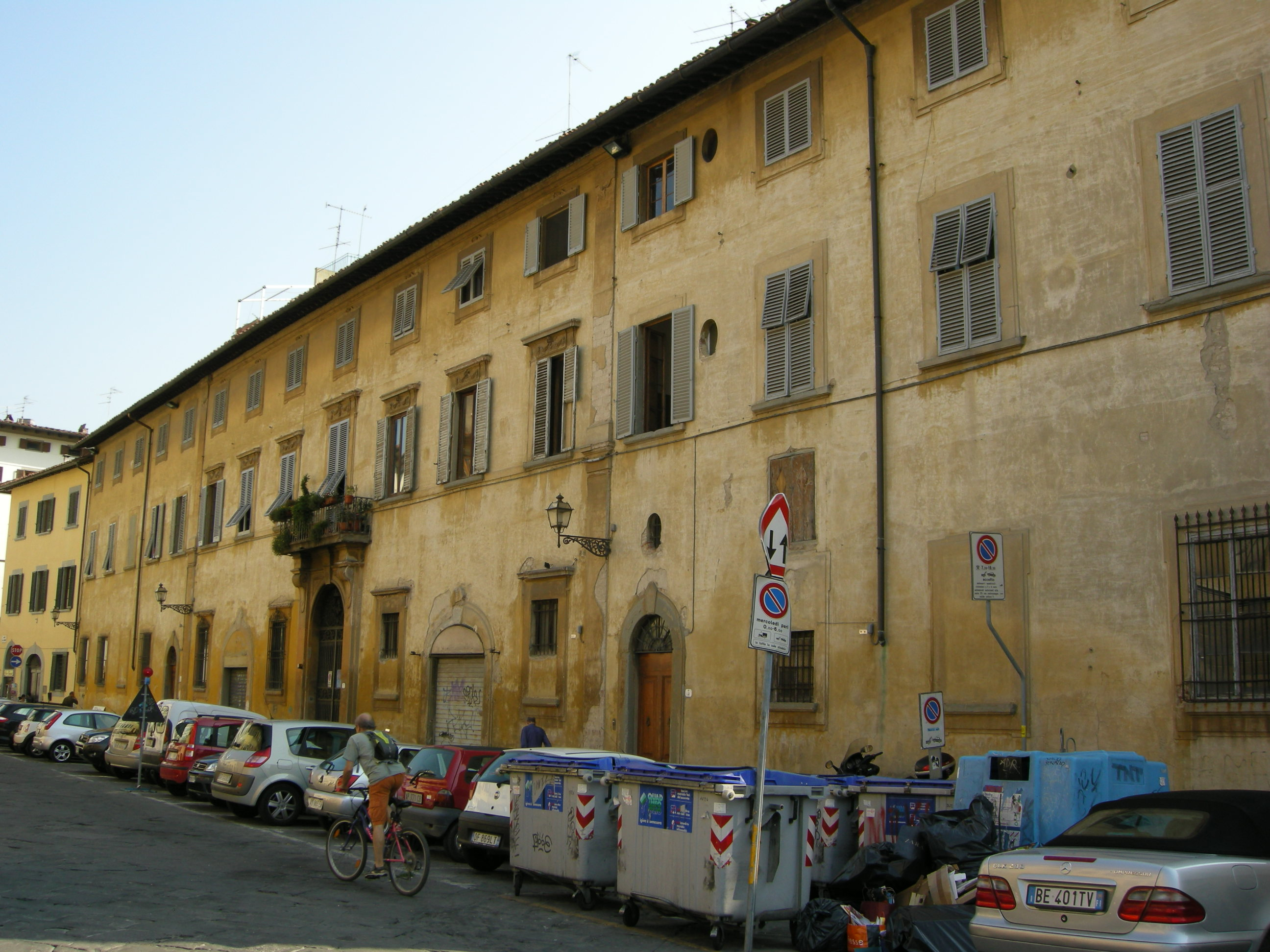
La facciata in piazza del Carmine

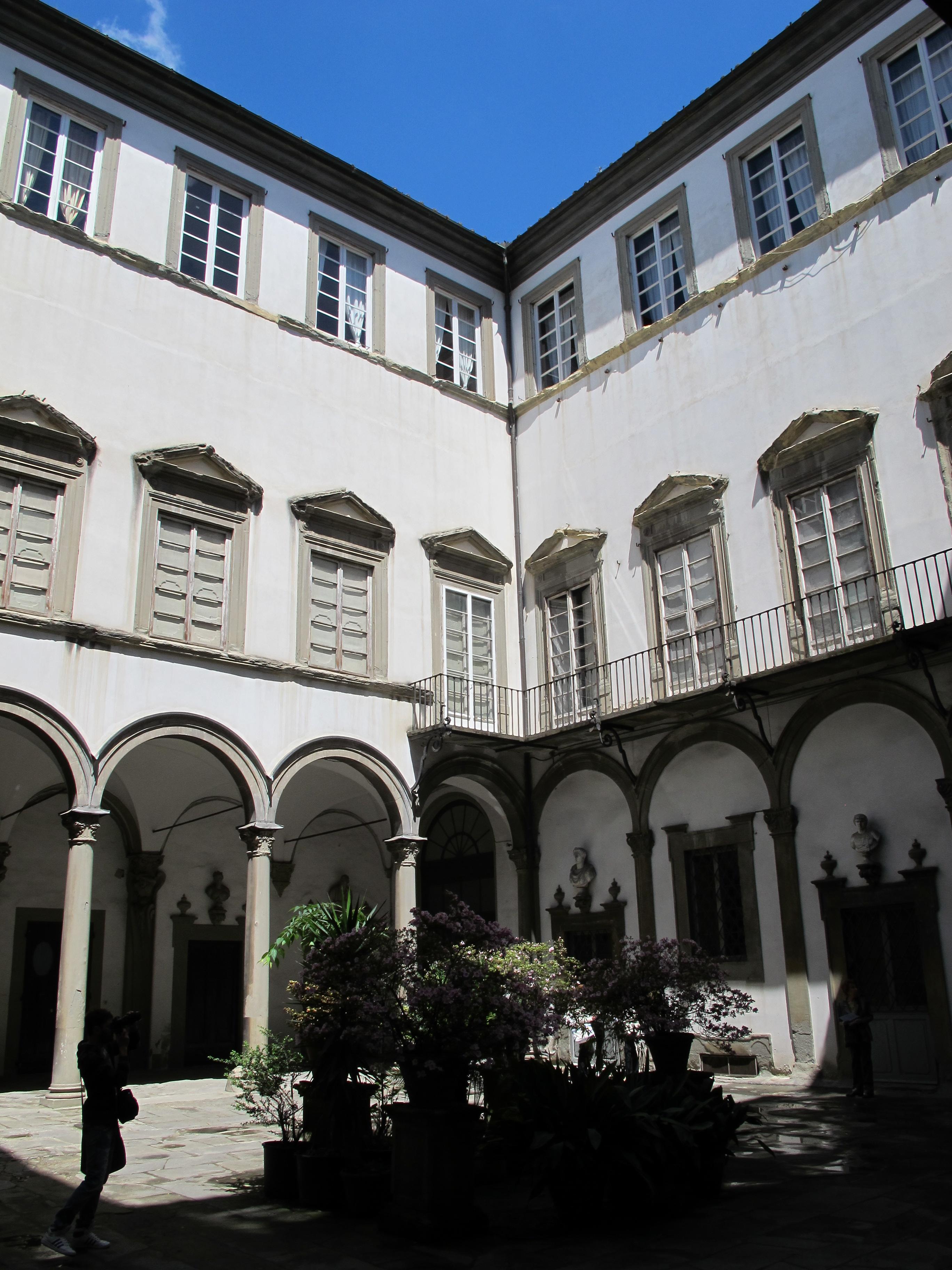
Il cortile

La facciata su via de' Serragli, pur mostrando i vari rifacimenti, è essenzialmente riconducibile all'opera di Zanobi Del Rosso, al quale peraltro si devono le belle finestre con leggere inferriate del piano terreno. È caratterizzata dal bugnato al pian terreno con sei finestre, intervallate al centro dal portale, mentre i piani superiori, segnati da cornici marcapiano, sono intonacati e vi sono allineate nove finestre centinate (alcune sono cieche), con le cornici in pietra serena che spiccano sullo sfondo bianco. Al centro del piano nobile spicca un grande stemma scolpito dei Feroni, mentre altri stemmi più piccoli e antichi sono murati ai lati. Rispetto alla via, relativamente angusta, la facciata ha uno sviluppo prevalentemente orizzontale, per ben sedici assi su due piani più un mezzanino.
Il portone a formelle è originale del Seicento, con le ferrature dei quattro battenti e una mezzaluna superiore. da esso si accede all'androne, con un cancello in ferro battuto dal disegno artistico, concluso da uno stemma dei Feroni (al destrocherio, armato al naturale, impugnante in palo (o in sbarra) una spada, e sormontato da un giglio).
Su piazza del Carmine si estende il fronte secondario del palazzo, col corpo centrale delimitato da lesene e sviluppato per sette assi, dotato ingresso carrabile centrale (n. 2) e chiuso da un cancello in ferro timbrato dall'arme dei Feroni. L'intero fronte è stato restaurato e ritinteggiato nel 2010.
La porzione lungo borgo San Frediano presenta un fronte, per quanto concerne il primo e il secondo piano, con caratteristiche settecentesche, complessivamente organizzato in sette assi su tre alti piani e chiuso da una gronda alla romana. Al piano terreno erano qui tre ampi locali adibiti a scuderia e rimessa per le carrozze, comunicanti con il cortile del palazzo principale su via de' Serragli. Attualmente quest'ala dell'edificio è sede della struttura alberghiera Palazzo Magnani Feroni. Spiccano i bei portoni con gli elaborati picchiotti e, al centro del fronte, il grande scudo con l'arme dei Feroni. Su borgo Stella si nota la porta con la lapide "Cantina Magnani", che evidentemente corrispondeva a una vendita diretta di vino. 
Il cortile interno è molto vasto, con due logge coperte da volte con archi a tutto sesto fronteggiate, mentre sugli altri lati sono apposti archi ciechi con lesene sormontate da capitelli con foglie e volute (in parte di reimpiego). Tipicamente settecenteschi sono i esili due balconi, su mensole in ferro. Tutto il perimetro del cortile è decorato da busti e statue, sistemate verso la metà del XIX secolo. Arricchiscono infine l'ambiente due portali monumentali, con cornici che culminano, in alto, in un fastigio con vasi e busti, e due finestre che bilanciano il gioco di vuoti e pieni sulle pareti.
Da segnalare anche il giardino, noto per aver visto la prima pianta di ortensia della città, qui coltivata nel 1804.

## Oggi
Oggi il proprietario di una porzione del palazzo è Michel Elefteriades ed è attualmente una residenza d’epoca. Ha il più alto terrazzo panoramico in Oltrarno, dal quale si possono vedere i più importanti monumenti della città. Nel mese di Ottobre 2017, è stato selezionato tra i 3 finalisti del prestigioso 2018 Condé Nast Johansens Awards for Excellence nella categoria: Readers’ Award.

## Opere già a palazzo Del Pugliese
- Sandro Botticelli, Comunione di san Girolamo (1495 circa), oggi al Metropolitan Museum di New York
- Piero di Cosimo
  - Caccia primitiva, New York, Metropolitan Museum
  - Ritorno dalla caccia, New York, Metropolitan Museum
  - Incendio nella foresta, Oxford, Ashmolean Museum
  - Ritrovamento di Vulcano, Hartford, Connecticut, Wadsworth Atheneum
  - Vulcano ed Eolo maestri dell'umanità, Ottawa, National Gallery of Canada
- Fra Bartolomeo, Tabernacolo Del Pugliese, Firenze, Uffizi

## Bibliografia

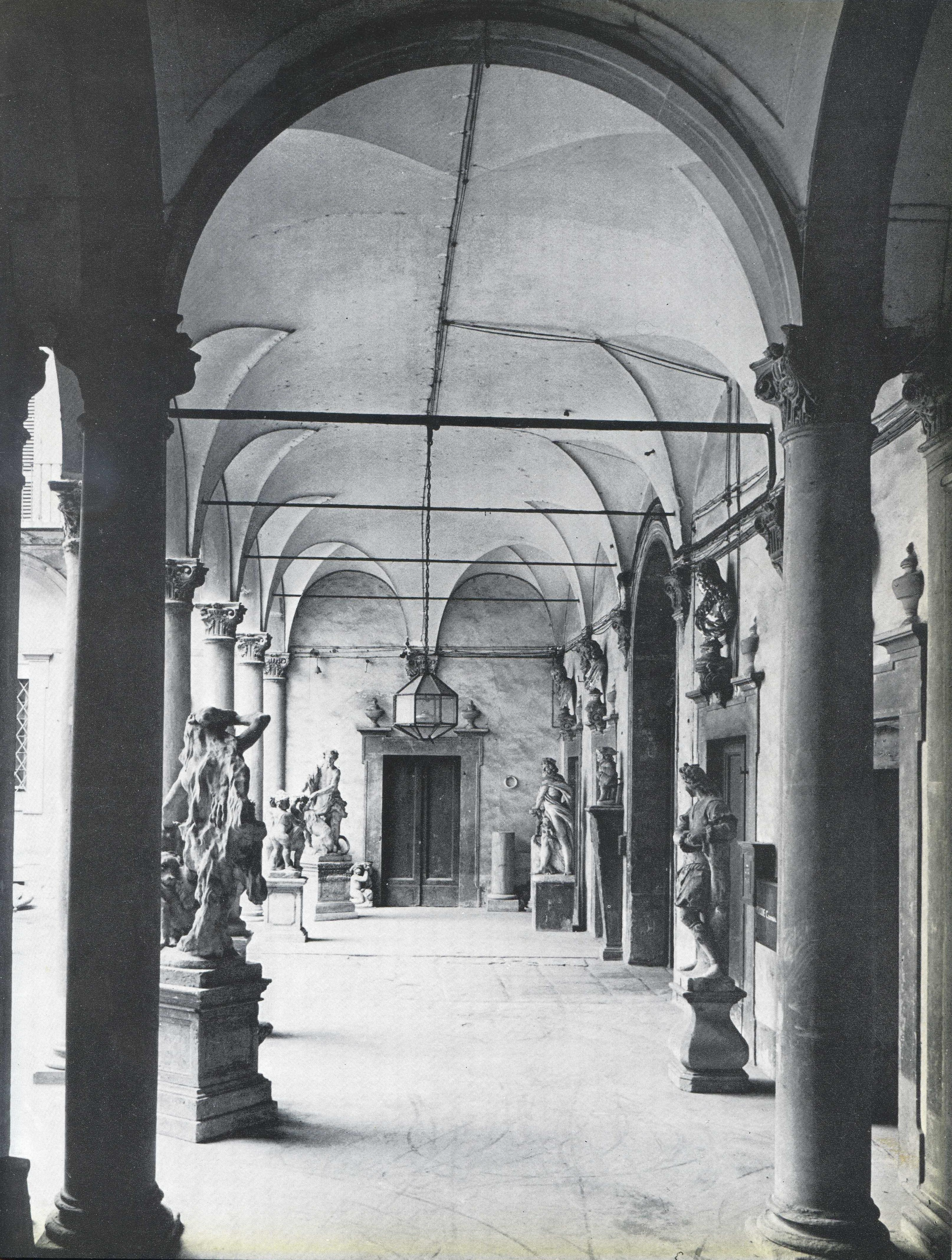
Foto storica del cortile

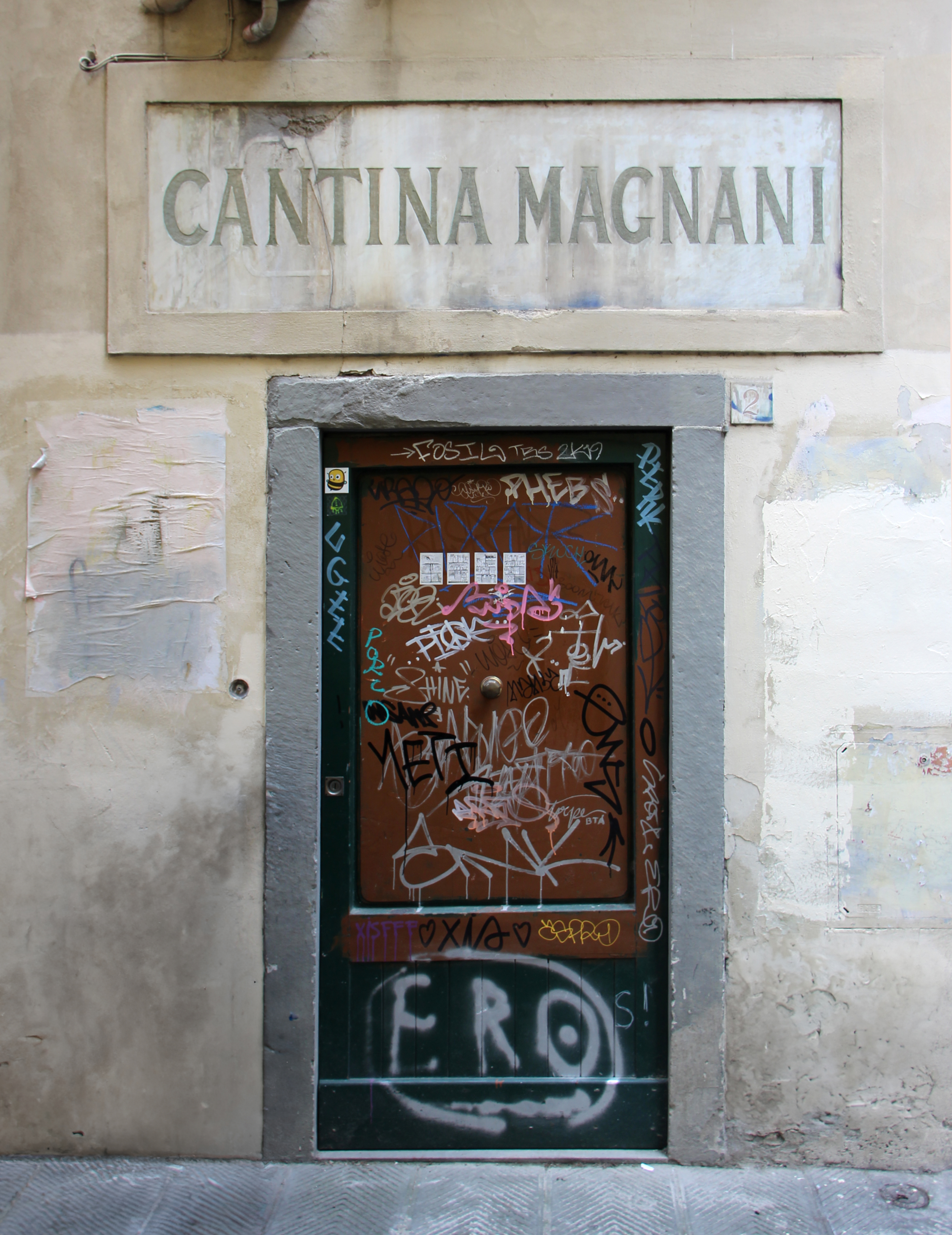
Porta della Cantina Magnani